# Dylan Saunders
Dylan Mackenzie Saunders (* 8. April 1987 in San Francisco) ist ein US-amerikanischer Schauspieler und Sänger. Bekannt wurde als Darsteller in mehreren Musicals der Theatergruppe Team StarKid.

## Biografie
Saunders wuchs in San Francisco auf und begann anschließend ein Studium an der Dramaschule der University of Michigan, das er 2009 mit einem BFA mit Auszeichnung abschloss. Kurz danach trat er der Digital Media Company StarKid Productions bei und übernahm im April 2009 die Rolle des Albus Dumbledore in deren erstem Musical, A Very Potter Musical. Seitdem kehrte er in den Nachfolgemusicals zweimal zu der Rolle zurück. Auch in den StarKid-Musicals Starship und Holy Musical, Batman! übernahm er Rollen. 2013 spielte er die Hauptrolle des Dschafar (Jafar), des Bösewichts aus dem Disney-Film Aladdin, im StarKid-Musical Twisted, das dieselbe Geschichte aus Dschafars Perspektive erzählt. 2012 nahm Saunders an der SPACE Tour und der Apocalyptour, zwei Konzerttourneen von Team StarKid, teil. Außerdem trat er mit ihnen auf vielen Festivals und Conventions, auch in Europa, auf.
2010 spielte Saunders Johann Ohneland in dem Theaterstück The Lion in Winter von James Goldman. Seit 2012 übernimmt er verstärkt Rollen in TV-Serien und größeren Theaterproduktionen. So war er z. B. in den US-amerikanischen Fernsehserien Chicago Fire, Kevin from Work, American Koko und Turn: Washington’s Spies zu sehen. Zusätzlich spielte er seit 2013 in mindestens zehn Theaterproduktionen mit, darunter in der amerikanischen Erstaufführung des Tony-nominierten Dramas King Charles III als Prinz Harry.
2014 veröffentlichte Saunders sein erstes Album Confluence, das auf Platz 20 in den iTunes Pop Charts einstieg. Mit dem Dichter und Rapper George Watsky arbeitete er zuvor bereits an mehreren chartplatzierten Alben zusammen und ging mit ihm auf Welttournee. Als Voice Actor sprach er für Projekte von Disney, Nickelodeon und Fox sowie in mehreren Videospielen und nationalen sowie internationalen Werbespots.
Saunders ist Mitglied der Actors' Equity Association sowie der Screen Actors Guild. Er ist verlobt mit Shashona Brooks.

## Theater (Auswahl)
- 2009: A Very Potter Musical (Albus Dumbledore, University of Michigan)
- 2010: A Very Potter Sequel (Albus Dumbledore, University of Michigan)
- 2010: The Lion in Winter (Johann Ohneland; Shakespeare Santa Cruz)
- 2011: Starship (Tootsie Noodles, Pincer; Hoover-Leppen Theatre Chicago)
- 2011: Pinocchio (Chicago Shakespeare Theatre)
- 2012: Holy Musical, B@tman (Scarecrow, Green Lantern; Hoover-Leppen Theatre Chicago)
- 2012: A Very Potter Senior Year (Albus Dumbledore, LeakyCon 2012 Chicago)
- 2013: Twisted: The Untold Story of a Royal Vizier (Hauptrolle als Dschafar, Greenhouse Theatre Chicago)
- 2013: The Steward of Christendom (Mark Taper Forum, Los Angeles)
- 2013: The Last Days of Judas Iscariot (Stage 773, Chicago)
- 2015, 2017: King Charles III (Harry, Duke of Sussex; Arizona Theatre Company, Pasadena Playhouse)
- 2018: Everything That Never Happened (The Theatre at Boston Court)
- 2018: The Theory of Nothing (Pasadena Playhouse)
- 2019: Ragtime (Pasadena Playhouse)
- 2019: Black Friday (Tom Houston, Hudson Mainstage Theatre)

Weiterhin spielte Saunders in Theaterproduktionen am Milwaukee Repertory Theatre (Happy Now, The Seafarer), dem American Conservatory Theatre, dem New Leaf Theatre, dem Kirk Douglas Theatre (Cocked) sowie The Ten Chimneys. Außerdem trat er auf Festivals wie dem Kennedy Center American College Theatre Festival, dem Apostrof Theatre Festival in Prag und dem Connections Festival am National Theatre of London auf.

## Filmografie
- 2009: Clowns on Earth (Kurzfilm)
- 2012: OMG (Kurzfilm)
- 2012: World’s Worst Musical (Webserie, Mr. Addlerd)
- 2012: Anamnesis (Webserie, Gus)
- 2013: The CLAN (Webserie, Mike, 10 Episoden)
- 2013: Chicago Fire (1 Episode)
- 2013: Frames (Kurzfilm, Riles)
- 2015: Kevin from Work (1 Episode)
- 2015: Schwein Ziege Banane Grille (1 Episode, 3 Stimmrollen)
- 2016: On Hiatus With Monty Geer (Ryan, 3 Episoden)
- 2016: Slope of the Curve (Kurzfilm, Stimmrolle, Anchor)
- 2017: American Koko (Mike. Sparrow, 3 Episoden)
- 2017: Turn: Washington’s Spies (Joseph Sturridge, 3 Episoden)
- 2017: Movies, Musicals, and Me (Webserie, Tom Tisdale, 2 Episoden)
- 2017: Demus (Kurzfilm)
- 2017: Wings (Kurzfilm)
- 2022: The Rookie (Fernsehserie, Episode 4x11)
- 2023: Magnum P.I. (Fernsehserie, Episode 5x02)

## Musik

### Studioalben
- 2014: Confluence

### Mitwirkend
- 2009: A Very Potter Musical
- 2010: A Very Potter Sequel
- 2011: Starship
- 2011: Watsky and Mody (mit George Watsky)
- 2011: Nothing Like the First Time (mit George Watsky)
- 2012: Cardboard Castles (mit George Watsky)
- 2012: Holy Musical B@tman
- 2012: A Very StarKid Senior Year
- 2012: The Space Tour
- 2012: Apocalyptour Live
- 2013: Twisted
- 2020: Black Friday
- 2021: A VHS Christmas Carol

## Videospiele
- 2016: The Technomancer (Zachariah Rogue Mancer)
- 2016: Mafia III